# كيفين سومر
كيفين سومر (بالفرنسية: Kevin Sommer)‏ هو لاعب كرة قدم فرنسي في مركز حراسة المرمى، ولد في 11 أغسطس 1989 في ميلوز في فرنسا. لعب مع نادي ستراسبورغ ونادي ميلوز.

## وصلات خارجية
- كيفين سومر على موقع قاعدة بيانات كرة القدم.إي يو (الإنجليزية)
- كيفين سومر على موقع Soccerway.com (الإنجليزية)